# Cornelio Caprara
Cornelio Caprara (Bolonha, 16 de agosto de 1703 - Roma, 5 de abril de 1765) foi um cardeal do século XVIII

## Biografia
Nasceu em Bolonha em 16 de agosto de 1703. De uma nobre família patrícia. Terceiro filho do marquês Francesco Monti Bendini, senador por Bolonha, e da marquesa Valeria Beroaldi. Irmão do marquês de Monti. Os outros filhos eram Teresa, Ferdinando (senador), Luigi (Pietro Innocenzo, marquês e senador), Carlo Amando (tenente-general da Marinha Francesa), Giuseppe (marquês e senador) e várias freiras. Sobrinho do Cardeal Filippo Maria de Monti (1743). A família possuía a prelazia Caprara. Ele também está listado como Cornelio Monti Caprara e como Cornelio, detto Caprara.
Estudos iniciais em Bolonha; mais tarde, estudou direito na Universidade de Pisa..
Terminados os estudos, foi para Roma e ingressou na prelazia como referendário dos Tribunais da Assinatura Apostólica de Justiça e de Graça em 15 de julho de 1725, com dispensa de ainda não ter completado vinte e cinco anos, como era exigido para tornar-se um prelado; nessa época ele adotou o nome de Caprara. Prelado doméstico de Sua Santidade. Relator do SC do Reverendo Tecido da Basílica de São Pedro. Relator do SC de Bom Governo. Eleitor do Tribunal da Assinatura Apostólica de Justiça em setembro de 1733; ele ocupou o cargo por dez anos. Auditor da Sagrada Rota Romana em 9 de setembro de 1743; tomou posse em abril de 1744. Governador de Roma e vice-camerlengo da Santa Igreja Romana, de 10 de setembro de 1756 até 23 de novembro de 1761..
Criado cardeal diácono no consistório de 23 de novembro de 1761; recebeu o chapéu vermelho em 26 de novembro de 1761; e a diaconia de Ss. Cosma e Damiano, 25 de janeiro de 1762. Atribuído às SS. CC. da Sagrada Consulta , Concílio Tridentino, Ritos, Visita Apostólica, Avinhão e Lauretana . Recebeu o subdiaconado em 7 de novembro de 1762; diaconado, 14 de novembro de 1762. Poucos meses depois de sua promoção ao cardinalato, sofreu uma doença grave e foi para Bolonha para recuperar a saúde; e então, ele voltou para Roma..
Morreu em Roma em Sexta-feira Santa, 5 de abril de 1765, de apoplexia, enquanto adorava o Santíssimo Sacramento na capela Paolina , no palácio do Vaticano; morreu nos braços dos seus domésticos na Sala Reggia , quando se dirigia à capela Sistina para os ofícios religiosos da Semana Santa; o seu corpo foi guardado numa sala contígua à Salao resto do dia; e naquela noite foi transferido em uma carruagem para seu palácio; no sábado, 6 de abril, depois de embalsamado, o corpo ficou exposto na nobre antecâmara de seu palácio durante quatro dias; no dia 10 de abril, o funeral foi celebrado na basílica de Ss. XII Apostoli, Roma, na presença do Papa, do Sagrado Colégio dos Cardeais e da Prelazia Romana; a missa de réquiem foi celebrada pelo Cardeal Ferdinando Maria de Rossi, camerlengo do Sagrado Colégio dos Cardeais; e então seu corpo foi transportado e enterrado em sua diaconia, Ss. Cosma e Damiano..